# Rottumeroog
Die Insel Rottumeroog (kurz auch Rottum, friesisch: Rottumereach) ist die östlichste und kleinste der westfriesischen Inseln. Rottumeroog ist unbewohnt, seit der letzte Strandvogt im Jahr 1965 die Insel verließ. Vom Staat werden nur noch wenige Sicherungsmaßnahmen durchgeführt. Rottum ist als Vogelinsel von hoher Bedeutung für die Bestände zahlreicher Küstenvogelarten.
Rottumeroog ist gegenwärtig noch etwa 250 Hektar groß, wird aber kontinuierlich kleiner und droht zu verschwinden, da am Ostende an der Emsmündung weniger Landfläche anwächst als am Westende durch die Strömung abgetragen wird. Die nahegelegene Sandbank Rottumerplaat bildet sich dagegen langsam zu einer neuen Insel heraus.

## Geschichte
Die Insel Rottumeroog wurde 1354 erstmals erwähnt. Sie war damals wie auch Schiermonnikoog im Klosterbesitz: Zwei Drittel der Insel gehörten dem namensgebenden Benediktinerkloster zu Rottum im Süden von Usquert und ein Drittel dem Prämonstratenserkloster bei Kloosterburen (De Marne), dem Oldenklooster.
Von einer Ansiedlung weiß man aus dem Jahr 1483, als Lagerhäuser von Eindringlingen aus Hamburg beraubt wurden. Von 1523 bis 1524 wurde die Insel als Versteck vom Piraten Cornelius Vehr genutzt. Durch einen Verrat wurde dessen Aufenthalt auf der Insel bekannt und Soldaten des Grafen Edzards von Ostfriesland setzten ihn und sieben von seiner Besatzung fest; sie wurden in Emden enthauptet. Dieser Besitz ging 1594 auf die Staten van Groningen über, wo die Reformation 14 Jahre später als in der Provinz Friesland den Sieg davontrug. Davor hatte der Groninger Wassergeuse Barthold Entens van Mentheda die Insel in seiner Gewalt gehabt.
1608 gaben die Staten van Groningen die Insel an Johan Sickinghe, der ihnen eine Anleihe gewährt hatte, als Pfand. Nachdem die Anleihe zurückgezahlt worden war, wurde die Insel mehrere Male verpachtet. Im Jahr 1628 wurde ein neuer Lehrer auf die Insel berufen, der zugleich Strandvogt war. 1659 verkauften die Staten Rottumeroog. In der zweiten Hälfte des 17. Jahrhunderts folgte ein Besitzer dem anderen in schneller Abfolge. Der Wert der kleinen Insel, die wiederholt von Sturmfluten heimgesucht wurde, nahm stetig ab.
Der spektakulärste Besitzer von Rottumeroog aus dieser Zeit ist zweifellos Donough MacCarty, Earl of Clancarty (1668–1734). Dieser irische Edelmann war als Anhänger des 1688 vertriebenen englischen Königs Jakob II. in die Verbannung gegangen.
1738 kam Rottumeroog wieder in den Besitz der Staten van Groningen, die den ersten hauptamtlichen Strandvogt einstellten. 60 Jahre später wurde die Insel Eigentum des niederländischen Staates.
Die Insel gehörte zur Gemeinde Warffum, die 1990 nach Eemsmond eingegliedert wurde. Diese wiederum ist seit 2019 Teil der Gemeinde Het Hogeland.

## Karten

Rottumeroog als Teil der Gemeinde Eemsmond, Gemeindeteil Warffum
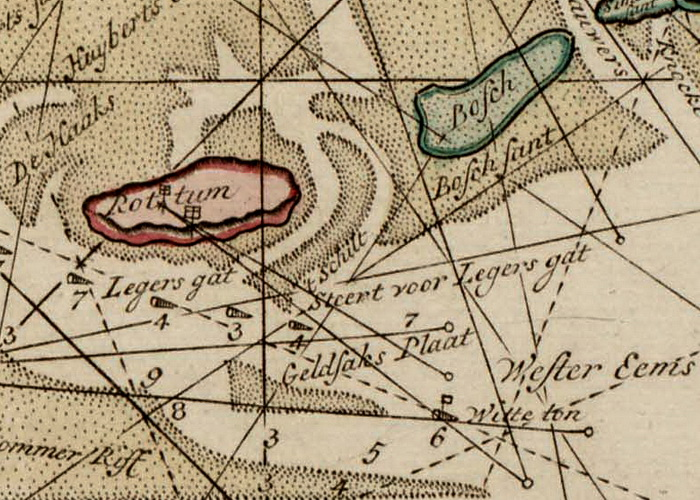
Karte von Rottum und der untergangenen Insel Bosch vor 1682
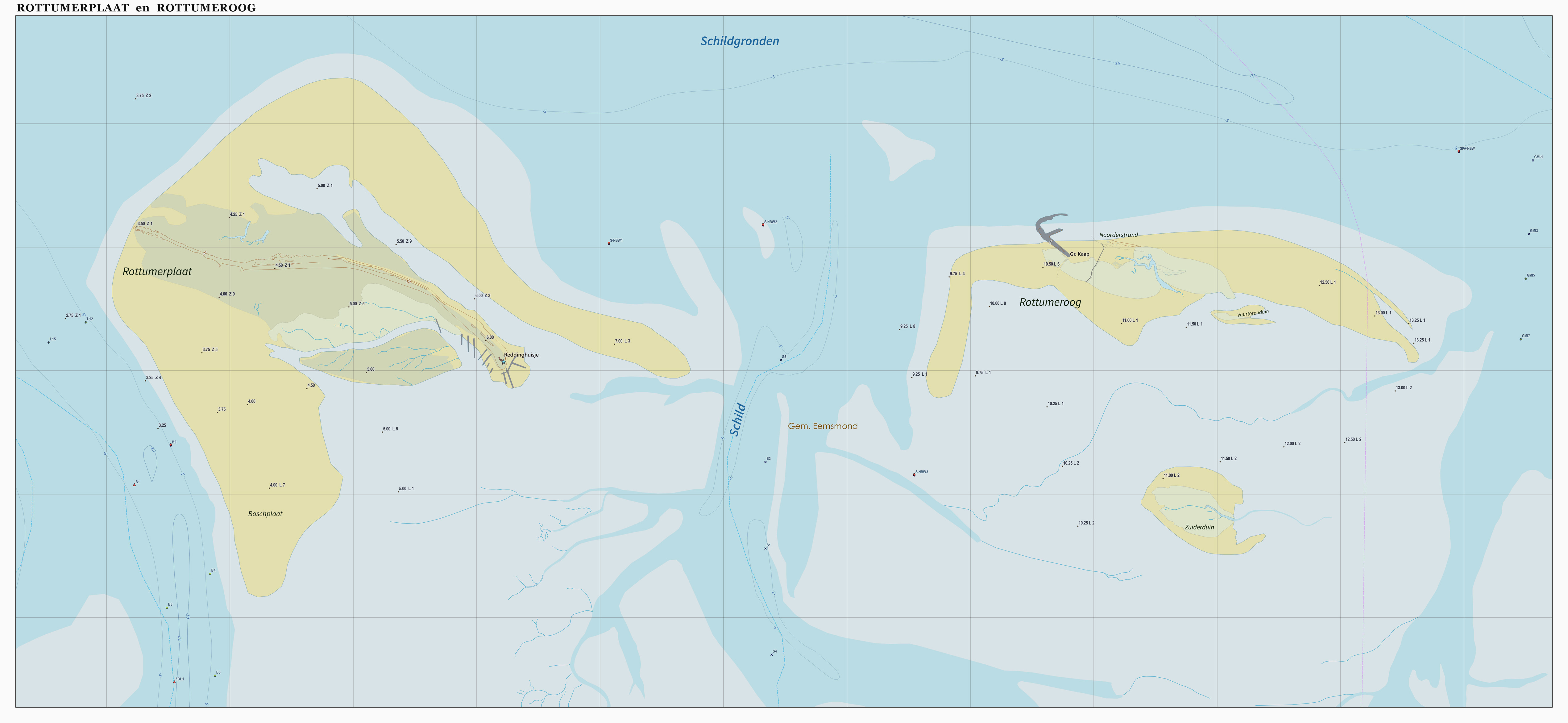
Karte mit Rottumerplaat, Rottumeroog und Umgebung